# Sternquell-Brauerei
La Sternquell-Brauerei est une brasserie à Plauen, dans le Land de Saxe (Allemagne).

## Histoire
Les premières traces d'une brasserie à Plauen remontent au XIIIe siècle. La première brasserie de la ville, la Komturhofbrauerei, est construite près de l'église Saint-Jean et est mentionnée pour la première fois dans un document en 1358. La grande inondation de 1834 détruit entièrement cette brasserie.
En raison de la demande croissante des consommateurs au XVIe siècle, trois autres brasseries sont construites. Le fait que la bière de Plauen n'est pas la meilleure à cette époque est démontré par l'aversion du burgrave Henri VI qui préférait la bière étrangère ou le vin du Rhin. Il y avait la Herrenbrauhaus sur la Herrenstrasse, qui fut reconstruite à côté de la malterie sur l'ancien étang après le grand incendie de la ville en 1844 et est utilisée comme telle jusqu'en 1897. Une troisième, la Marx-Fröbersgrüner-Brauhaus, se trouvait sur le marché de la poterie et fut démolie en 1863. La quatrième, la brasserie Hammer, se trouvait à Neustadt. En 1838, il y avait à Plauen 185 brasseurs agréés.
Afin de répondre à la demande toujours croissante de bière et de contrecarrer l'importation associée de bière bavaroise et Hirschberger, une brasserie par actions est fondée le 23 octobre 1857 sur le site de la brasserie Sternquell, dans le quartier de Syratal, qui existe encore aujourd'hui. Plus de 200 brasseurs amateurs disposant de droits de brassage sont membres fondateurs de la brasserie par actions.
Au début du XXe siècle, la production annuelle de bière augmente continuellement pour atteindre 120 000 hl de bière en 1910. En 1945, à la fin de la Seconde Guerre mondiale, les activités de la brasserie doivent être complètement arrêtées.
Après la fin de la guerre, l'entreprise est nationalisée sous l'occupation soviétique et rebaptisée Sternquell-Brauerei Plauen. En 1949, la première Sud Sternquell Bier est brassée. La brasserie connaît son apogée dans les années 1950. Les investissements initiaux contribuent à améliorer la qualité. La Sternquell Pils est créée. Dans les années qui suivent, la Sternquell-Brauerei devient la plus grande brasserie du district de Karl-Marx-Stadt.
Au cours de la privatisation en 1990, est fondée la Sternquell-Brauerei GmbH, qui est depuis octobre 1990 une filiale de la Kulmbacher Brauerei. La marque Sternquell peut s'implanter dans ses zones de vente dans les Länder de Saxe, de Thuringe, de Saxe-Anhalt et du sud du Brandebourg.
La bière Sternquell est brassée dans la Dobenaustraße à Plauen jusqu'en août 2016. Afin de répondre aux exigences d'une logistique moderne et de faire face au manque d'espace au centre-ville, un nouveau site d'entreprise est construit à la périphérie est de la ville, dans la zone industrielle et commerciale de Plauen-Neuensalz, près de la Bundesautobahn 72. Aujourd'hui, il y a notamment l'usine d'embouteillage, la brasserie et le centre d'expédition. L'administration est restée à l'ancien site de Syratal, à Plauen.
En 2013, la mise en bouteille de la marque de bière Braustolz de Chemnitz est transférée à Plauen. La brasserie de Chemnitz ferme en 2017 et la marque est depuis brassée à Sternquell à Plauen. Les deux sociétés ont fusionné.